# Willy Jahn (Maler, 1898)
Willy Jahn (* 21. Mai 1898 in Laußnitz; † 19. Juli 1973 in Dresden) war ein deutscher Maler und Grafiker.

## Leben
Willy Jahn und seine Frau Lucie Prussog-Jahn zählten zu den Mitbegründern der Dresdner Sezession 1932. Außerdem gehörten beide der Assoziation revolutionärer bildender Künstler Dresdens, kurz ASSO Dresden an und zählten zu den Gästen der Künstlergruppe Das Ufer – Gruppe 1947. Willy Jahn war ebenso Mitglied der 1909 gegründeten Künstlervereinigung Dresden.
Zunächst absolvierte Willy Jahn ab 1912 eine Ausbildung als Lithograph, bis er 1916 zum Kriegsdienst einberufen wurde. In Abendkursen hatte er bis dahin zusätzlich Zeichenunterricht genommen. Als Meisterschüler bei Robert Sterl studierte Jahn von 1923 bis 1929 an der Akademie der Künste in Dresden. In dieser Zeit schuf er vor allem Werke zum Leben des deutschen Proletariats. Im Jahr 1928 heiratete er die Bildhauerin Lucie Prussog. Ab 1930 arbeitete Willy Jahn als Gebrauchsgrafiker. In der Zeit des Nationalsozialismus war er Mitglied der Reichskammer der bildenden Künste.
Zu Beginn des Zweiten Weltkrieges wurde er erneut zum Kriegsdienst eingezogen. Bei der Bombardierung Dresdens wurden zahlreiche Werke Jahns vernichtet. Lucie Prussorg-Jahn hatte nach dem Tod ihres Mannes noch einige Stücke in ihrem Besitz.
Jahns Auseinandersetzung mit dem Thema Zerstörung Dresdens verschaffte seinen Kunstwerken immer wieder Aufmerksamkeit in Ausstellungen. Zum Teil mit weiteren Künstlern (u. a. Walter Henn) schuf Jahn in Dresden im öffentlichen Raum mehrere Wandgemälde und gestaltete er Fassaden öffentlicher Gebäude, u. a. der Hochschule für Verkehrswesen „Friedrich List“ und der Medizinischen Akademie „Carl Gustav Carus“ (mit Helmuth Gebhardt). Im Rahmen der „Wandbildaktion“ schuf er 1949 für die 2. Deutsche Kunstausstellung in Dresden als Auftragswerk das Wandbild „Neubauern“.
Jahn war Mitglied des Verbands Bildender Künstler der DDR.
Werke Jahns befinden sich u. a. in der Galerie Neue Meister und im Kupferstichkabinett Dresden, im Lohgerber-, Stadt- und Kreismuseum Dippoldiswalde. und im Museum für Kunst und Kulturgeschichte der Philipps-Universität Marburg.

## Bildliche Darstellung Jahns

### Fotografische Darstellung
- Unbekannter Fotograf: Willy Jahn (1930)[13]

### Darstellung in der Bildenden Kunst
- Lucie Prussog: Porträt Willy Jahn (Terrakotta, 1928)

## Werke (Auswahl)

### Tafelbilder
- Haus in Laussnitz (um 1930, Öl)[14]

- Der Mai (1947, Öl)[15]
- Meisterbauer Hans Grete (1952, Kalk)[16]

### Weitere baubezogene Werke
- Schafe (1948, Deckengemälde in einem Kinoraum)[17]
- Neubauern (Wandgemälde)[18]

## Ausstellungen (unvollständig)

### Einzelausstellungen
- 1934: Bautzen, Kunstverein zu Bautzen e.V., Ausstellung der Vereinigung Schaffender Künstler e.V. (mit Gerhard Benzig)

#### Postum
- 1976: Dresden, Kunstausstellung Kühl (Malerei, Grafik, Plastik)

- 1997 Dippoldiswalde, Lohgerber-, Stadt- und Kreismuseum (Gedenkausstellung. Zeichnungen, Radierungen, Pastelle, Aquarelle, Tempera, Mischtechnik, Ölbilder)

### Ausstellungsbeteiligungen
- 1930: Dresden, Brühlsche Terrasse („Dresdner Kunst 1930“)
- 1933: Bautzen („5. Ausstellung der Arbeitsgemeinschaft der Lausitzer Bildenden Künstler“; mit sieben Bildern)
- 1933 bis 1943: Dresden, nachweislich sechs Ausstellungen[19]
- 1946 und 1949: Dresden, Allgemeine Deutsche Kunstausstellung und 2. Deutsche Kunstausstellung
- 1947: Dresden, Erste Ausstellung Dresdner Künstler[20]
- 1948: Leipzig, Museum der bildenden Künste („Ausstellung Dresdner Künstler“)[21]
- 1972: Dresden, Bezirkskunstausstellung

#### Postum
- 1980/1981: Dresden, Albertinum („Kunst im Aufbruch. Dresden 1918–1933“)
- 1985: Dresden, Albertinum („Bekenntnis und Verpflichtung“)
- 2015: Dresden, Städtische Galerie Dresden („Tanz auf dem Vulkan. Bilder der Zerstörung“)[22]